# Neumania semicirculais
Neumania semicirculais är en kvalsterart som beskrevs av Marshall 1922. Neumania semicirculais ingår i släktet Neumania och familjen Unionicolidae. Inga underarter finns listade i Catalogue of Life.